# 天主教聖佩德羅教區
天主教聖佩德羅教區（拉丁語：Dioecesis Sancti Petri Apostoli）是巴拉圭一個羅馬天主教教區，屬亞松森總教區。
教區成立於1978年6月5日，位於聖佩德羅省。2004年有教友402,000人（佔轄區總人口91.8&）、二十個堂區、廿七名司鐸。目前教區主教席位懸空。
第二任主教費爾南多·盧戈因參選總統而辭職。